# Église Notre-Dame-de-l'Assomption de Bagnères-de-Luchon
L'église Notre-Dame-de-l'Assomption de Bagnères-de-Luchon est une église catholique située à Bagnères-de-Luchon, dans le département français de la Haute-Garonne en France.

## Présentation
L'église est inscrite à l'inventaire des monuments historiques depuis 2003,.

## Historique

### Ancienne église
L'ancienne église était de style roman et était édifiée dans une forme cruciforme (pouvant contenir dans un carré), elle faisait 24 mètres de large et 24 mètres de long.
Cette église était aussi dédiée à Notre-Dame-de-l'Assomption.
Selon le pouillé de Comminges de 1387, neuf chanoines y étaient installés.
La tour du clocher faisait trois étages et avait des fenêtres, une flèche était placée au sommet.
Le portail de cette église est en marbre de Saint-Béat, il a été remonté au nord de la nouvelle église en 1892.
Au XVIIIe siècle, l'église était entourée du cimetière communal.
Au début du XIXe siècle, l'église semble trop petite pour accueillir l'afflux des curistes de la saison estivale, alors un premier projet de reconstruction fut décidé en 1834.

### Nouvelle église
L'église fut reconstruite de 1847 à 1857 sur le lieu de l'ancienne église romane par l'architecte Émile Loupot. Des échafaudages furent placés sur les cinq voûtes de la vieille église pour construire le chevet et la nef. L'église fut allongée d'une dizaine de mètres à l'Est et légèrement au Nord.
Le chevet est composé d'une abside et de deux absidioles, d'une nef unique étagée avec des contreforts mesurant 14 mètres de large et 18 mètres de hauteur.
Dans sa totalité, l'église mesure 45 mètres de longueur, 24 mètres de largeur.
Sept chapelles sont placées au Nord, et six chapelles au Sud entre les contreforts.
L'ensemble des peintures murales intérieures ont été réalisées par Romain Cazes entre 1852 et 1856, il a été secondé par Bertrand Bernard pour les parties décoratives,,.
Une seule tour carrée et sans flèche fut réalisée en 1897.
Entre 1890 et 1897, l'église est restaurée et la façade Ouest est reconstruite.
En 1977, des travaux sur le tout-à-l'égout (côté Ouest) ont permis de découvrir des sarcophages du haut Moyen Âge antérieurs à la construction de l'ancienne église.

#### L'association de sauvegarde des peintures de l'église de Luchon
En 2017, l'association de sauvegarde des peintures de l'église de Luchon, la Région Occitanie, le Conseil départemental de la Haute-Garonne et la DRAC, ont permis la restauration des tableaux et des peintures du chœur réalisés par Romain Cazes.
La toiture et les fissures ont aussi été réparées pour effectuer la restauration des peintures du chœur.

#### L'orgue
Les organistes de l'orgue Aristide Cavaillé-Coll pour les concerts.
- Depuis septembre 2020, Pierre Queval (organiste de Saint-Ignace à Paris) est nommé organiste en résidence pour trois années[6].

##### Les titulaires de l'orgue Aristide Cavaillé-Coll
Les titulaires de l'orgue Aristide Cavaillé-Coll pour les cérémonies religieuses.
- De 2007 à 2019 : Guy James ;
- Depuis janvier 2019 : Erwan Letertre (officiellement depuis le 15 août 2020)[7].

## Description

### Extérieur
La construction de l'église a été faite avec du calcaire bleuté veiné de blanc.
Le clocher contient quatre cloches, une datant de 1596, deux cloches datant de 1832 parrainées par les familles Bonnemaison et Tron, la dernière cloche date de 1923 et a été offert par Pierre et Odette de Gorsse.
Sont classés au titre objet des monuments historiques :
- Une cloche en bronze dite Abraham daté de 1596[8],[9].

#### Portail nord
Ce portail daté de 1541 a été remonté dans la façade Nord lors de construction de l’actuelle façade en 1892. Sur une pierre placée sur la droite au-dessus du portail est représenté saint Michel archange.
Écriture en latin du chapiteau gauche
Les chapiteaux des archivoltes sont fondus en un seul bandeau portant une citation en latin du verset 40 chapitre 7 de l'Ecclesiaste : " In omnibus operis tuis MEMORARE NOVISSIMA tua et IN ETERNUM NON PECCAVIS " signifiant en français : " Dans tout ce que tu fais souviens-toi de ta fin et tu ne pécheras jamais ".
Écriture en latin du chapiteau droit
Les chapiteaux des archivoltes sont fondus en un seul bandeau portant une citation en latin du verset 7 chapitre 57 du livre d'Isaïe : " DOMUS MEA DOMUS oratiIONIS VOCABITUR, cunc tis populus " signifiant en français : " Ma maison sera appelée une maison de prière pour tous tes peuples ".

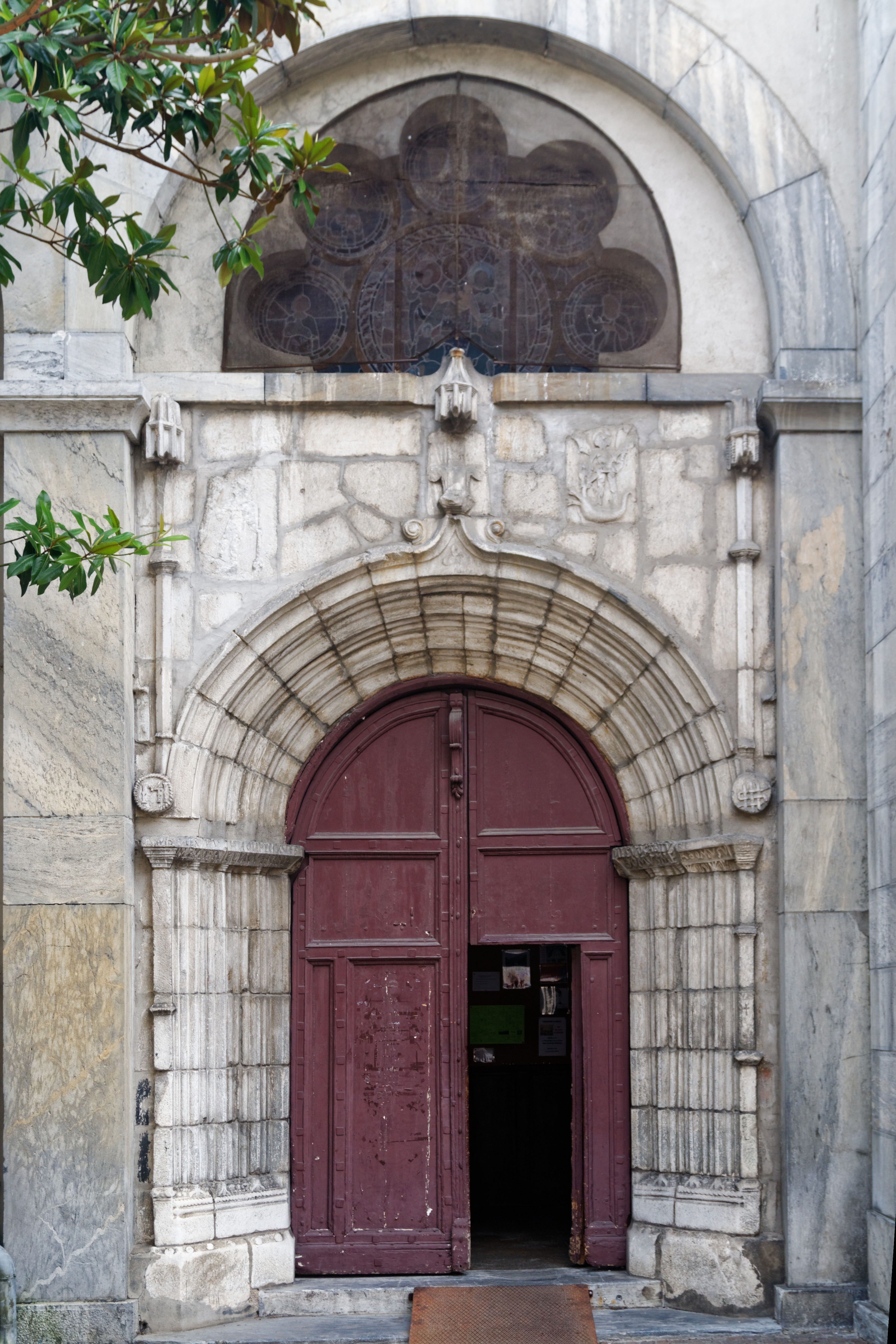
Portail nord
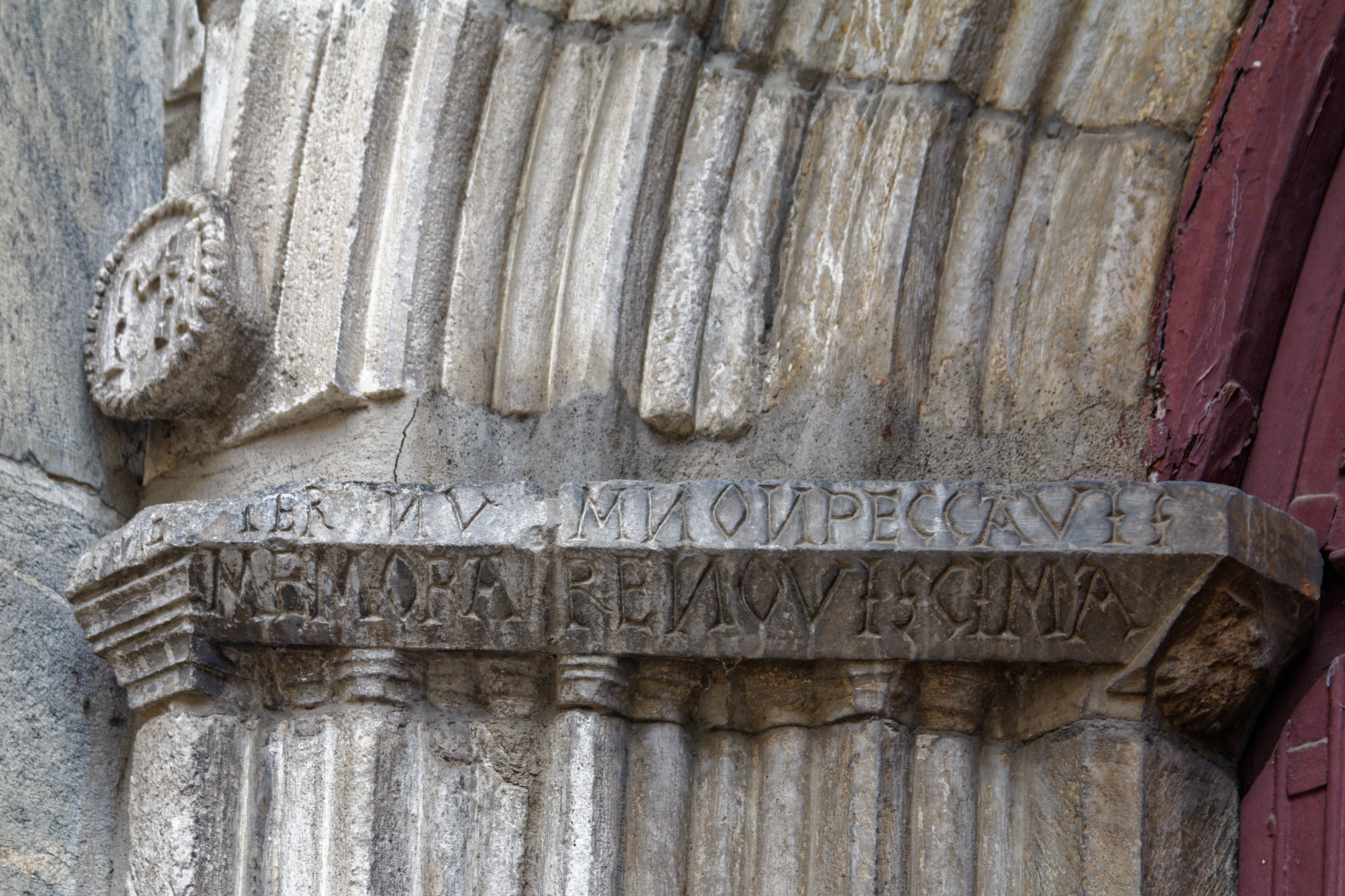
Écriture en latin du chapiteau gauche
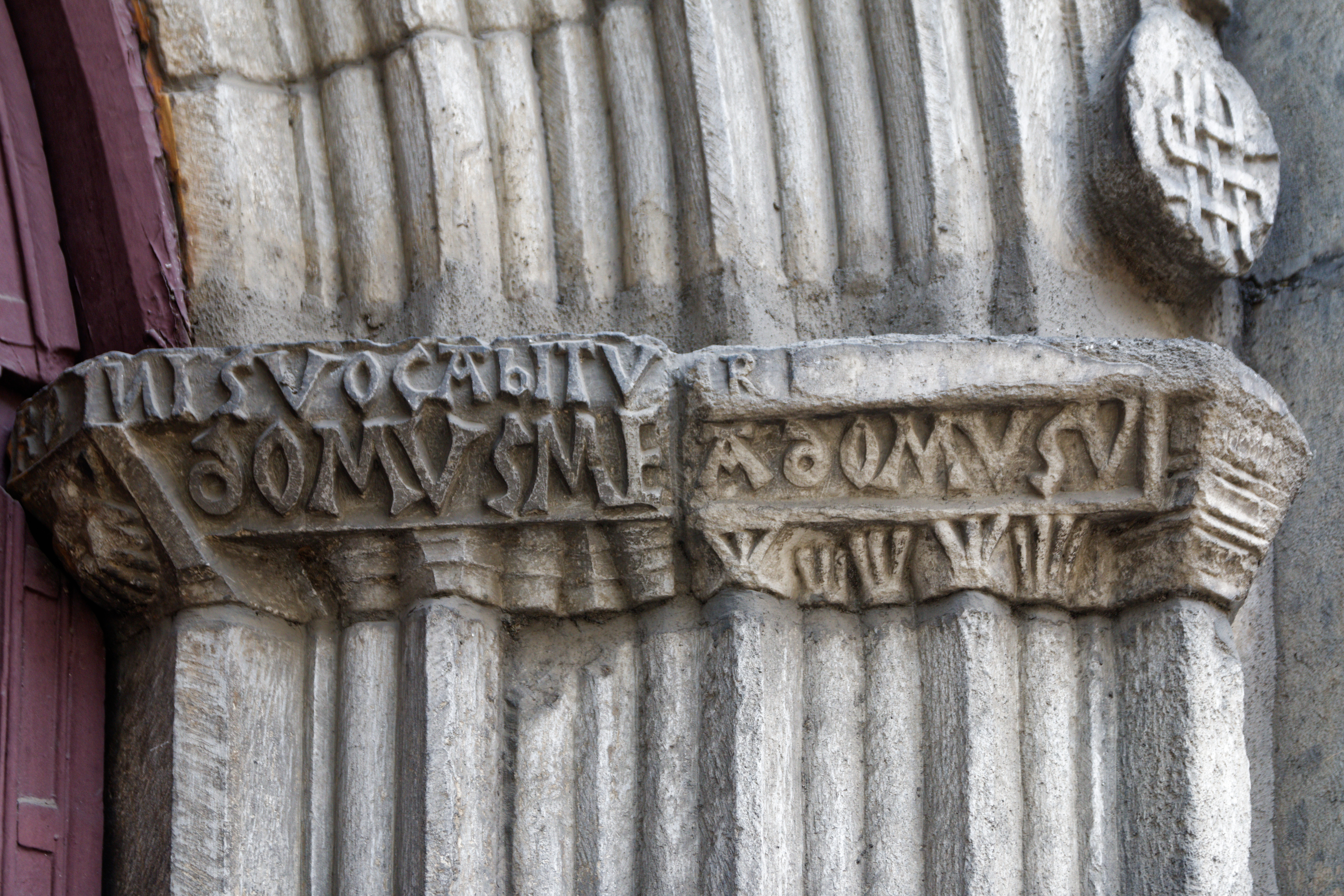
Écriture en latin du chapiteau droit

#### Portail ouest
Le tympan du portail représente l'Assomption de Marie avec à ses côtés des anges musiciens et adorateurs. Dessous est représenté un chrisme.
Le tympan a été réalisé par Géruzet et Cassagnavère.

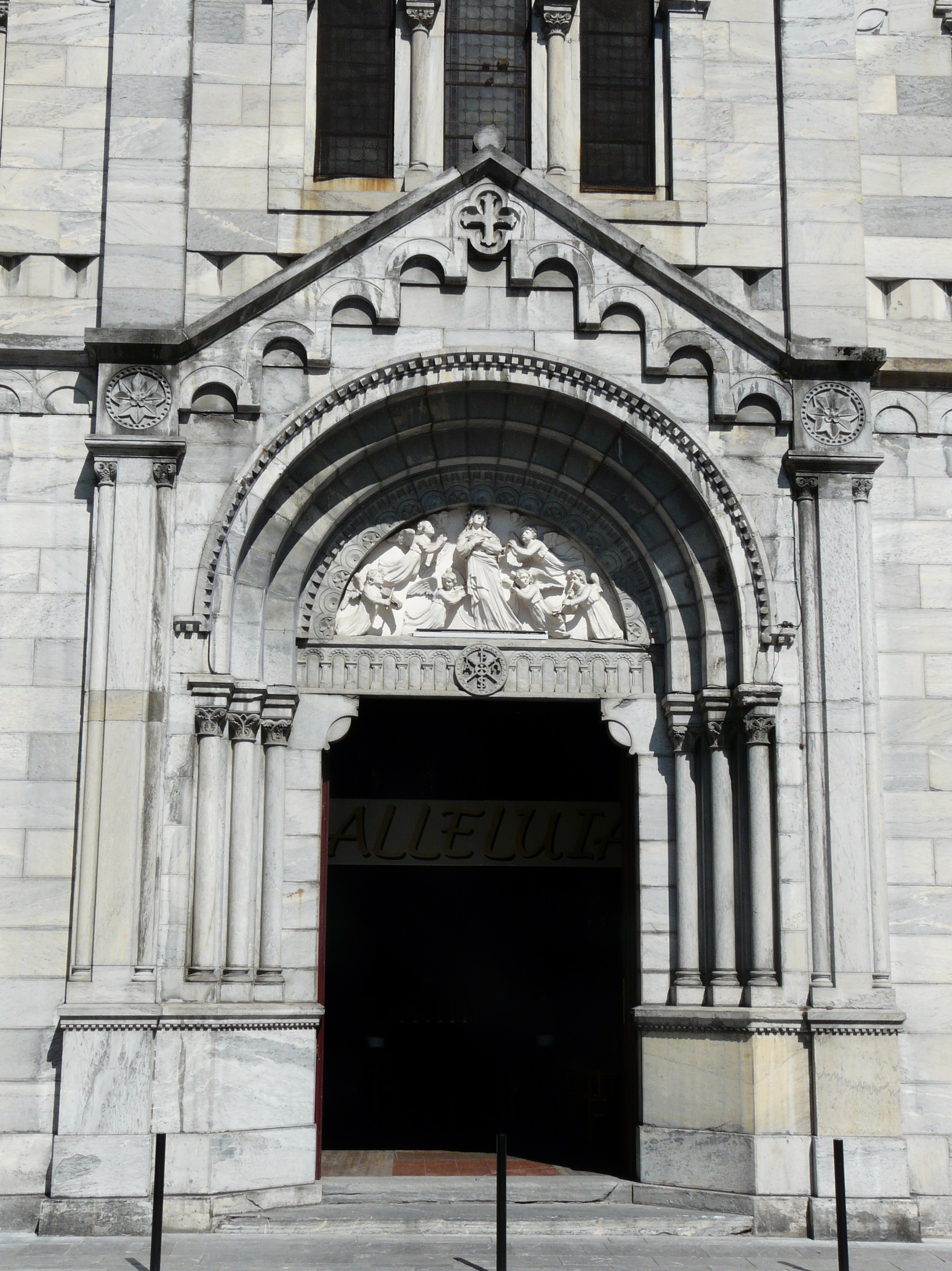
Le portail ouest
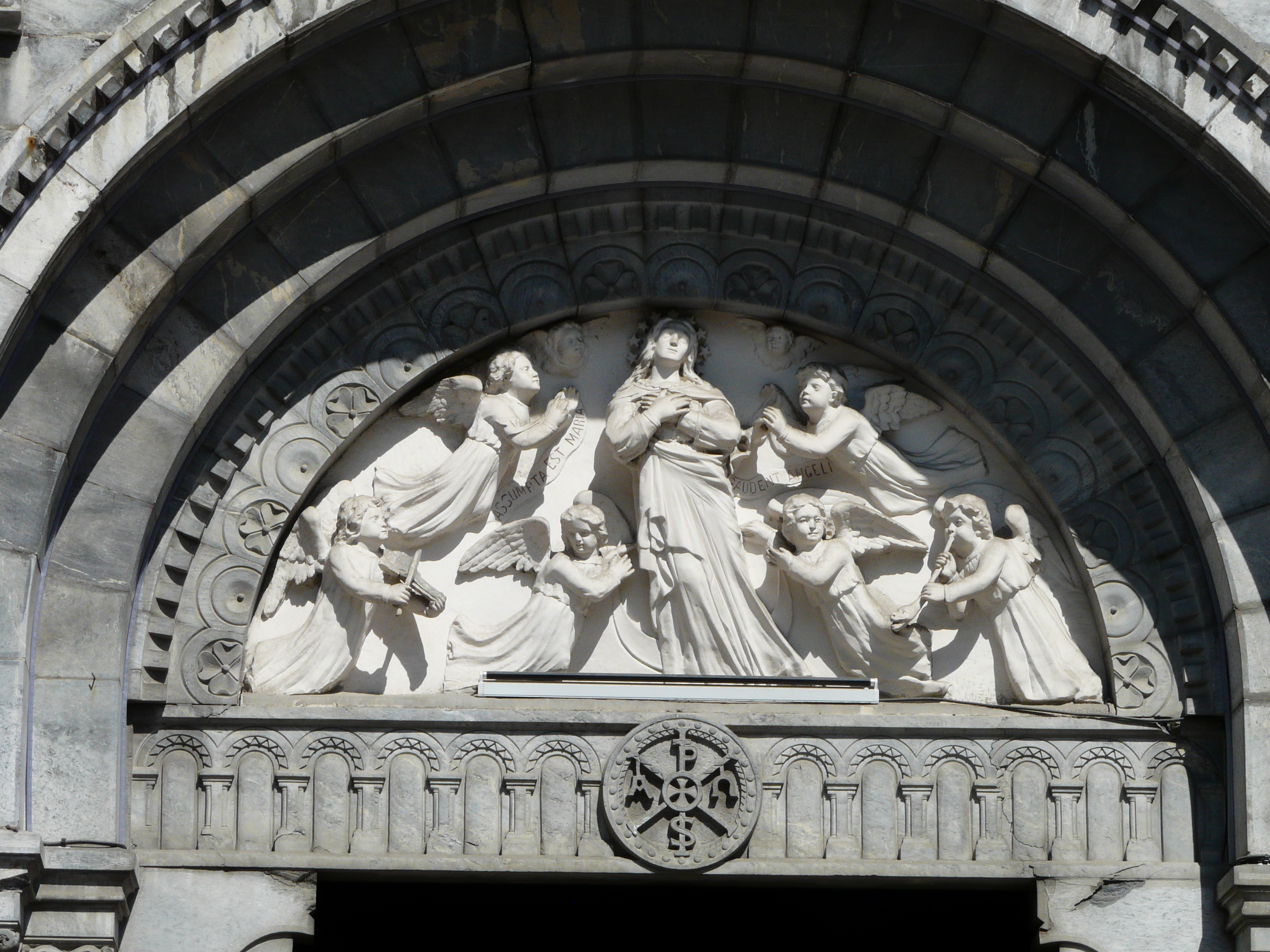
Tympan du portail représentant l'Assomption de Marie, dessous un chrisme

### Intérieur

#### Lanef

##### L'orgue
Orgue de style Louis XIV réalisé par Aristide Cavaillé-Coll en 1870. Le buffet est en chêne sculpté, il a trois claviers à mains et un clavier à pédale.
Le buffet et la partie instrumentale sont classés au titre objet des monuments historiques depuis le 3 mars 2016,,.

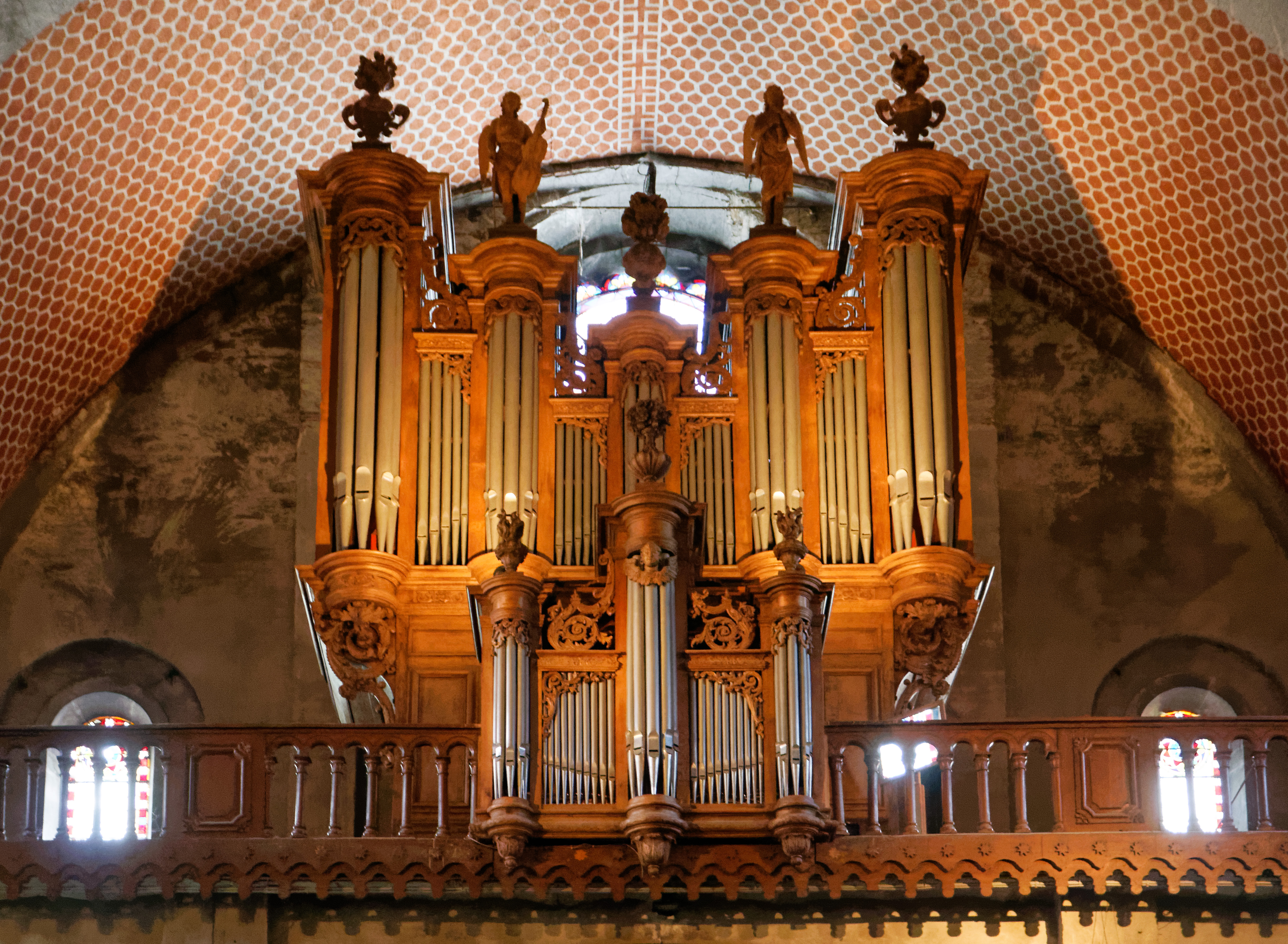
Orgue de tribune
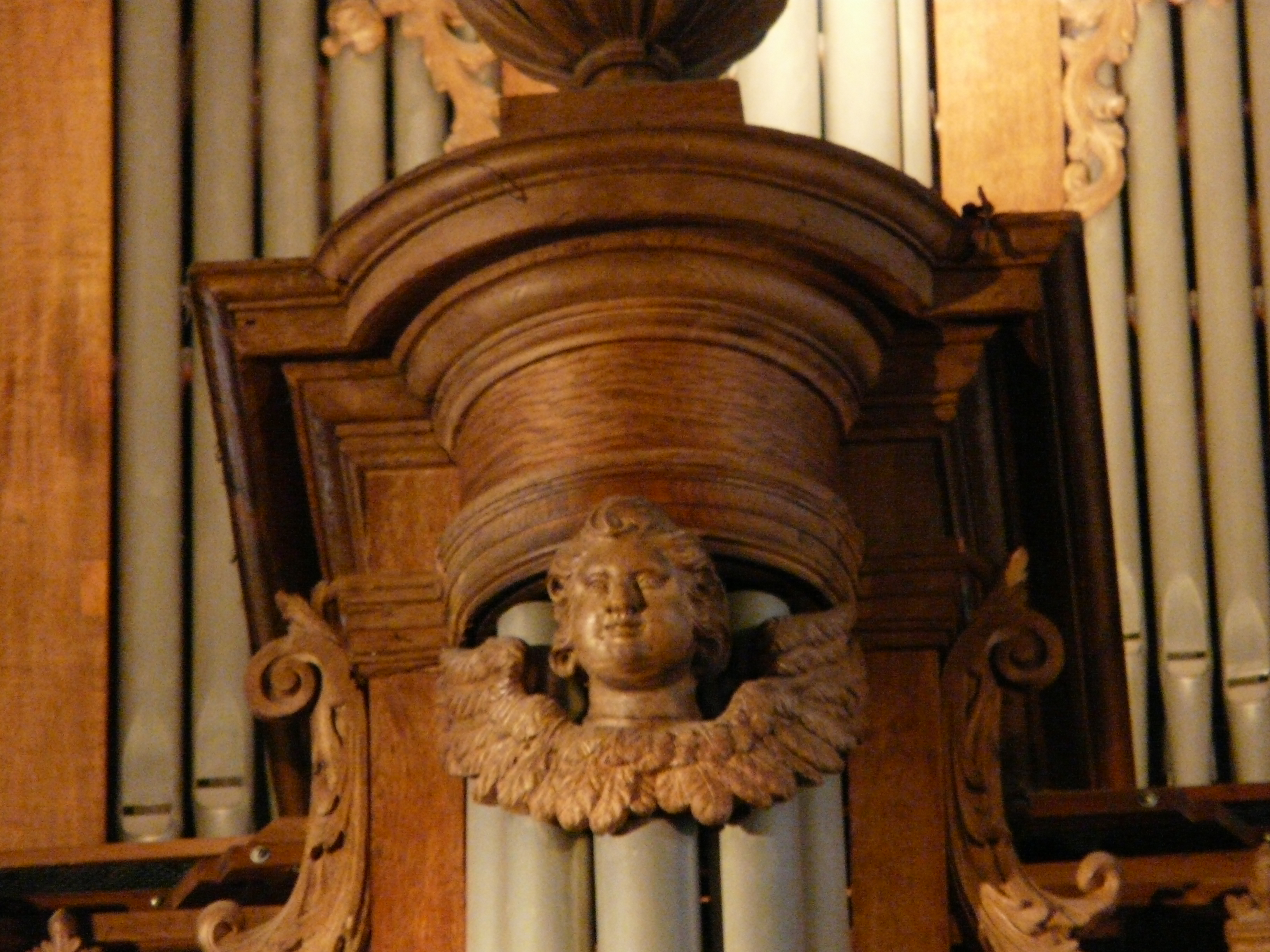
Tête d'ange
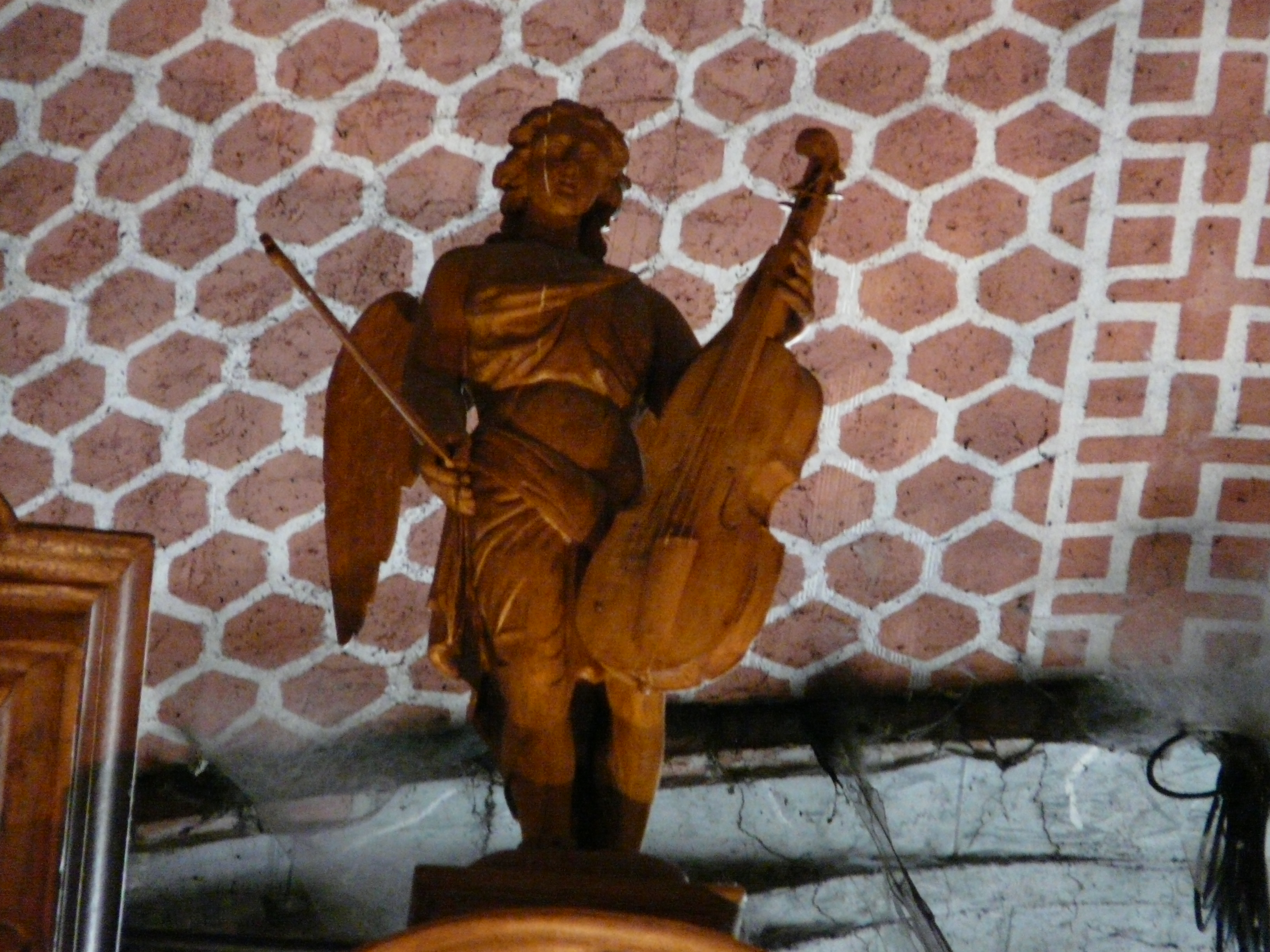
Ange musicien

##### Lesvitraux
Les vitraux ont été réalisés par Ernest Lami de Nozan en 1850.
Les vitraux du chœur
Du vitrail initial « Le Couronnement de Marie » il ne reste reste que la signature " Ernest Lami de Nozan - 1850 ". Le panneau historié a été remplacé en 1867 par un panneau des ateliers Groussard pour honorer la bienheureuse sainte Germaine de Pibrac, canonisée en juin 1867.

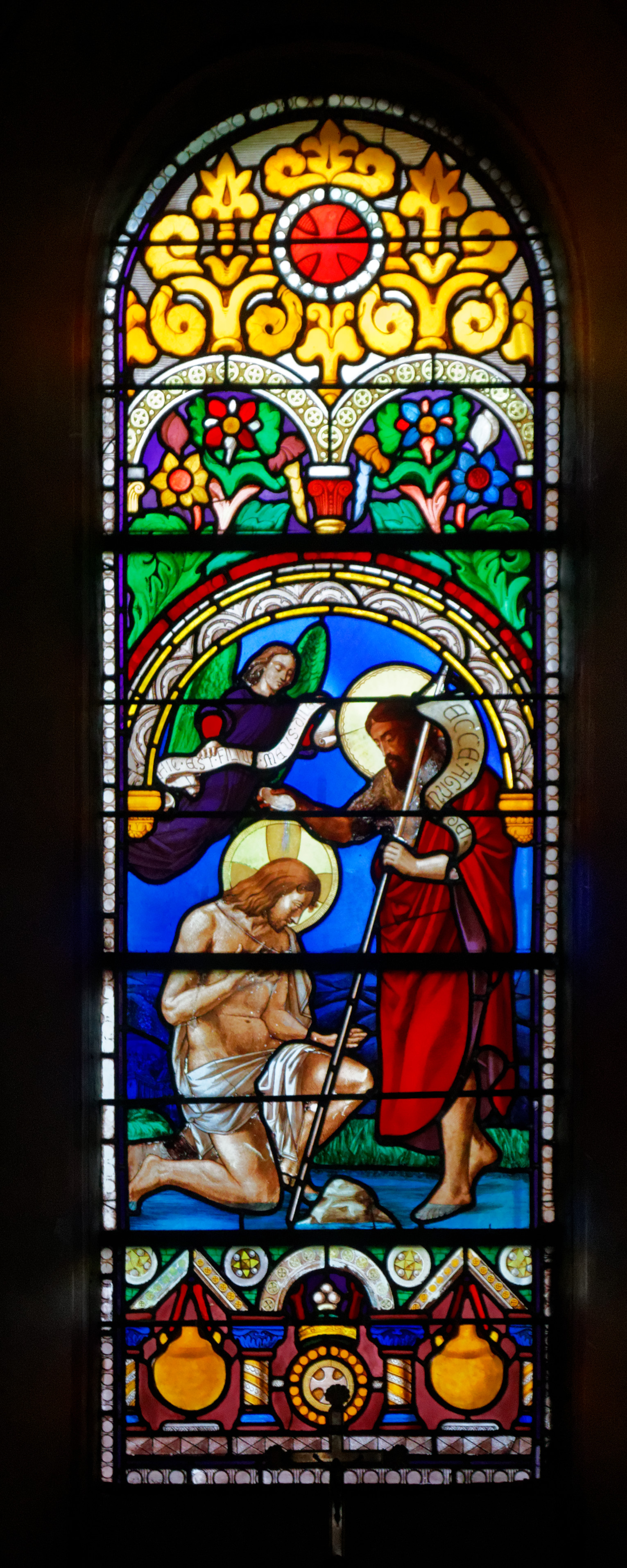
Le Baptême de Jésus. (Vitrail placé sur la gauche du chœur)
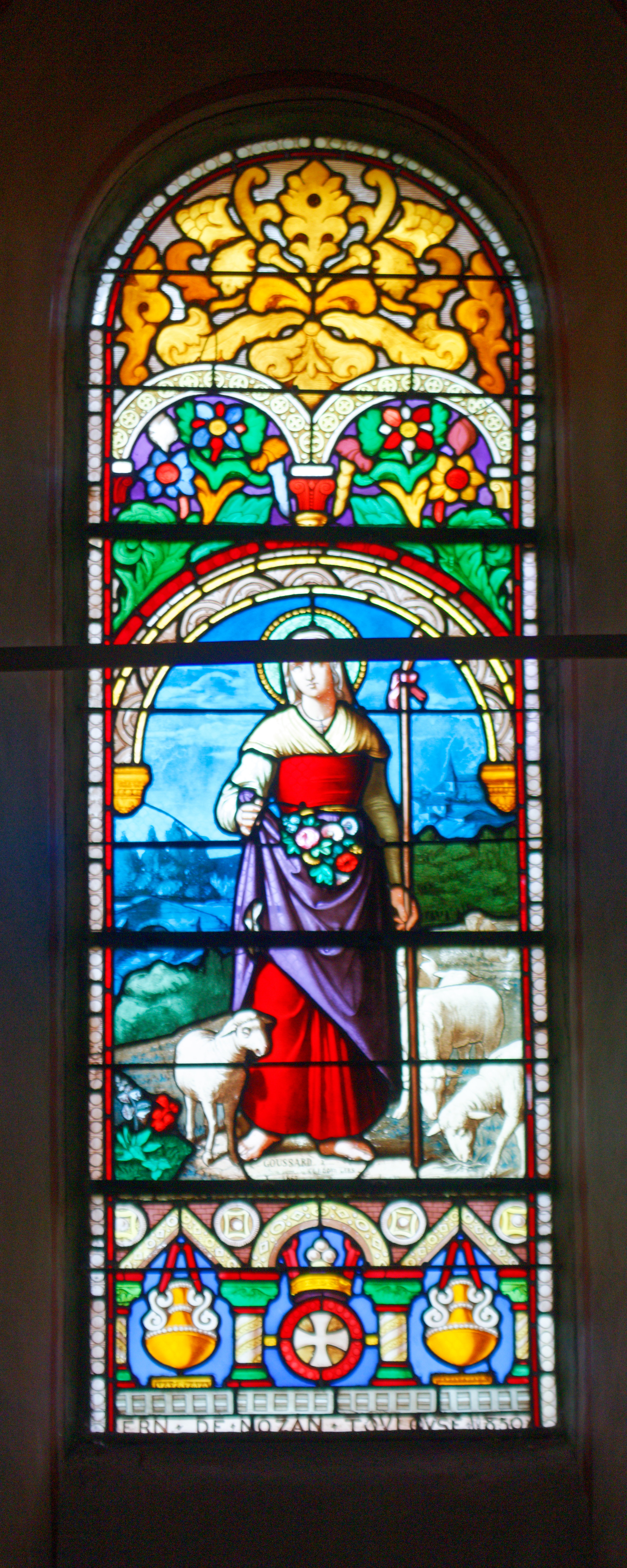
Sainte Germaine de Pibrac. (Vitrail placé sur la droite du chœur)
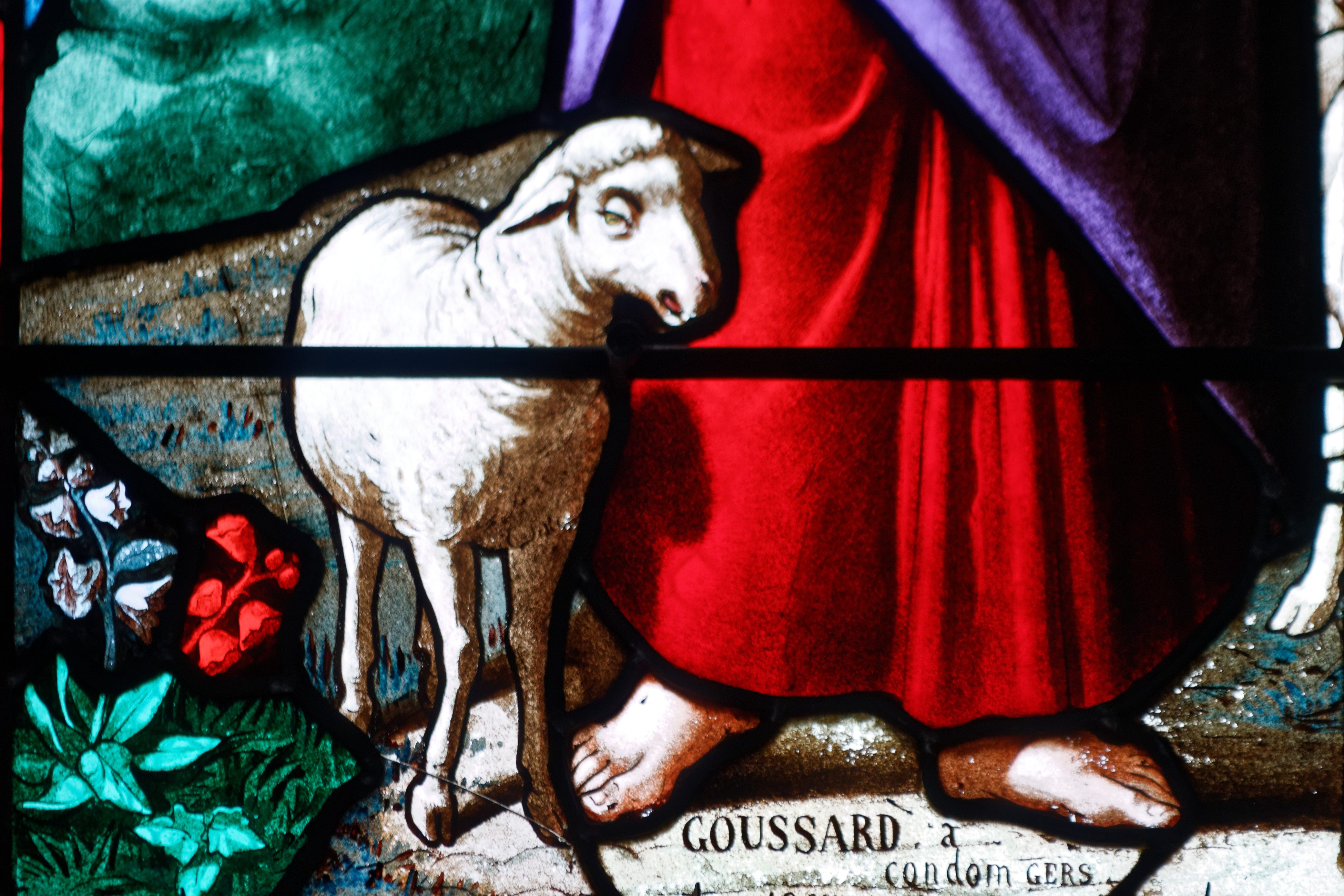
Signature des ateliers Goussard Frères à Condom dans le Gers

Les vitraux de l'abside
Les quatre Évangélistes sont représentés sur les vitraux avec leur animal symbole attribué selon le tétramorphe.

###### Vitraux du portail nord
Description de l'ensemble de vitraux placés au-dessus du portail nord :
- Les Vertus théologales, piliers de la religion catholique (en latin et traduit en français) : " FIDES SALVAT " - " la foi sauve " ; " GRATIA PREMIO FOVET " - " la Charité apporte la Grâce " ; " SPES SOLATUR " - " L'Espérance réconforte ". Dans la marguerite de médaillons : Judith, David, Moïse, Salomon et Suzanne.

##### ChapelleNotre-Dame du Rosaire
Peintures réalisées en 1867 de Romain Cazes. L'accès à la chapelle est interdit, les voûtes ébranlées menacent ruine.
Au centre de la chapelle est placée une statue de la Vierge à l'Enfant, à ses côtés les peintures représentent : à gauche, saint Joseph, et à droite saint Jean l'évangéliste.
La peinture de la voûte représentent Notre-Dame du Rosaire, Marie qui remet le rosaire à saint Dominique, et l'Enfant Jésus qui remet le scapulaire à sainte Catherine de Sienne.

##### Chapelle Saint-Bertrand
Le vitrail représente les principales scènes de la vie de saint Bertrand (de bas en haut) :
- Le jeune saint Bertrand fait son entrée dans les Ordres religieux.
- Il fut nommé évêque de Comminges en 1073 et arrive sur sa monture à Saint-Bertrand-de-Comminges.
- Saint Bertrand fait construire la cathédrale Notre-Dame de Saint-Bertrand-de-Comminges.
- Sur le vitrail sont représentés un cardinal, l'évêque Boson de Salignac et le pape Clément V encensant saint Bertrand au ciel. L'évêque de Comminges Bertrand de Got, devenu Pape sous le nom de Clément V, chargea quatre cardinaux de procéder à l'élévation de ses reliques en 1309. Il institua alors la fête de la translation, célébrée le 16 janvier.

#### Lechœur
Les peintures du chœur et de l'abside ont été réalisées par Romain Cazes, elles représentent trois scènes différentes.
Les peintures monumentales et les tableaux réalisés par Romain Cazes sont répertoriés dans la Base Palissy.
Le maître autel est en marbre blanc et gris de Saint-Béat œuvre du maître-marbier Aimé Geruzet de Bagnères-de-Bigorre.

##### Les peintures du chœur
Les peintures de l'arc du chœur appelé "arc triomphal" représentent une cohorte de saintes (à gauche) et de saints (à droite) adorant la Vierge en majesté avec l'Enfant Jésus ; sont représentés :
- Sur la gauche et de droite à gauche : (1er groupe) sainte Marie Salomé, sainte Hélène, sainte Marie Madeleine, sainte Véronique, sainte Cécile, sainte Catherine, sainte Agnès, sainte Marguerite et sainte Agathe. (2e groupe) sainte Claire et sainte Thérèse d'Avila. (3e groupe) Une vierge dépose aux pieds de Marie, une maquette des thermes, elle est suivie d'une cohorte de sept vierges portant les attributs des litanies de la Sainte Vierge.
- Au centre : la Vierge à l'Enfant sur ces genoux avec à ses côtés deux archanges, saint Gabriel (à gauche) et saint Michel (à droite).
- Sur la droite : (1er groupe) saint Louis présente la couronne d'épines à côté de saint Joseph ; suivent les Martyrs, saint Étienne, saint Laurent, saint Gervais et saint Protais. Puis au-dessus (2e groupe), sur les degrés, les apôtres : saint Paul (sous les traits du député maire C. Tron) et saint Pierre, ensuite saint Jean le Baptiste et saint Jean l'évangéliste. Les prophètes Isaïe et Jérémie et enfin Abraham et Jacob. (3e groupe) Trois femmes allégories des Douleurs de l'âme, du cœur et du corps.

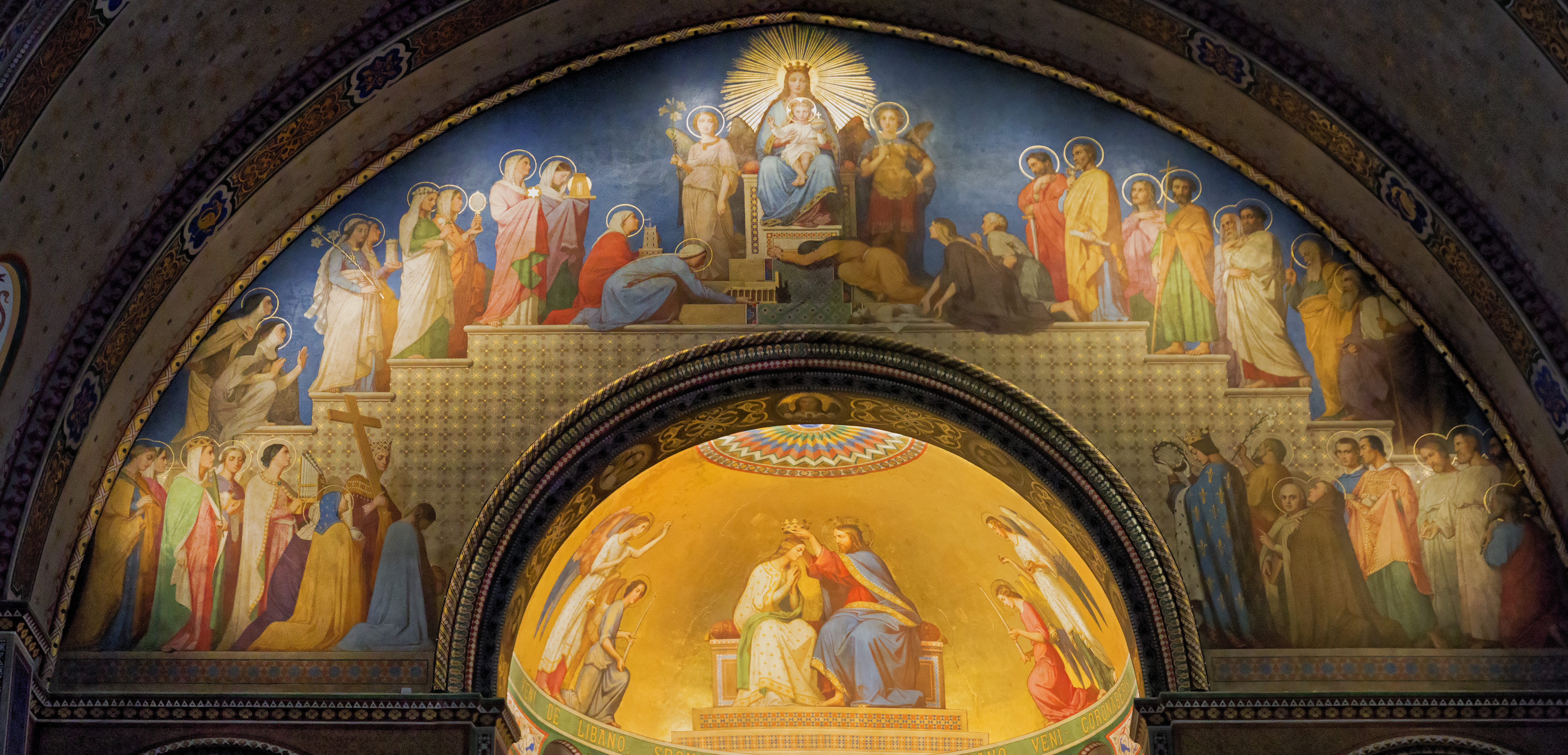
Les peintures de l'arc du chœur appelé "arc triomphal"

##### Les peintures de l'abside (au centre) - laDivine liturgie
Sur fond d'azur la composition évoque la Divine liturgie qui fait le parallèle entre Jésus perçu comme victime au Golgotha et Jésus Fils de Dieu, représenté par le prêtre lors de l'Eucharistie. À gauche deux représentations du sacrifice du calvaire : 6 anges portent les instruments de la Passion, six autres l'agneau sans tache. À droite 12 anges portent les instruments du sacrifice de la messe. Sur la ceinture basse l'inscription proclame en latin : " Hostiam et oblationem nolluisti, tunc dixit : Ecce ego sum " signifiant en français : " Vous avez refusé l'hostie et la prière, alors j'ai dit : me voici ".
- Au centre : Jésus-Christ accueille les fidèles, tandis que les processions font le parallèle entre le sacrifice de l'Eucharistie et le sacrifice du Golgotha.
- Sur la gauche : procession coté évangiles : six anges portent les instruments de la Passion, six autres l'agneau sans tache, reposant sur un tabernacle en forme de maquette des thermes de Luchon.
- Sur la droite : procession coté épîtres : douze anges portent les instruments du rituel de la sainte Eucharistie.

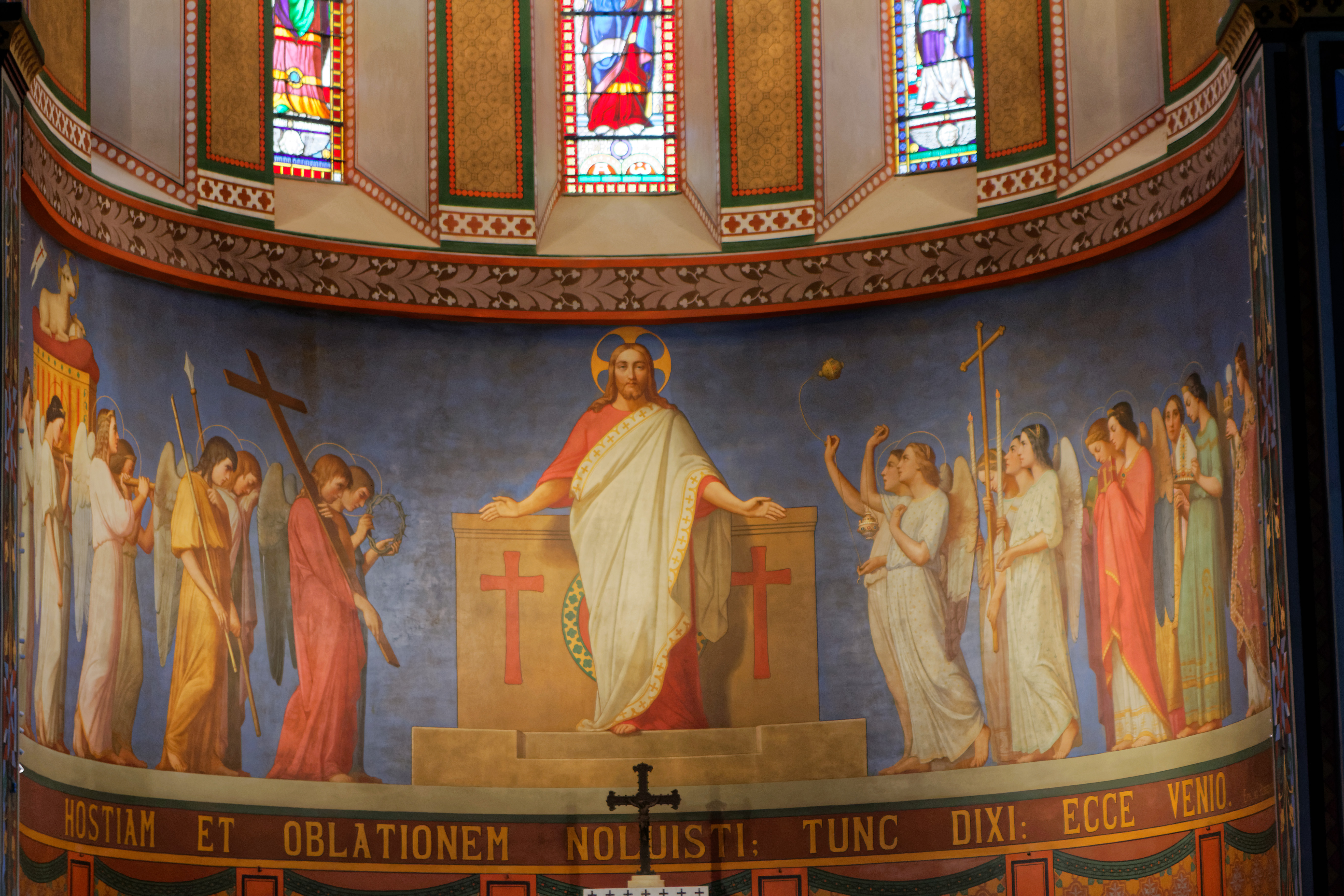
Peintures de l'abside
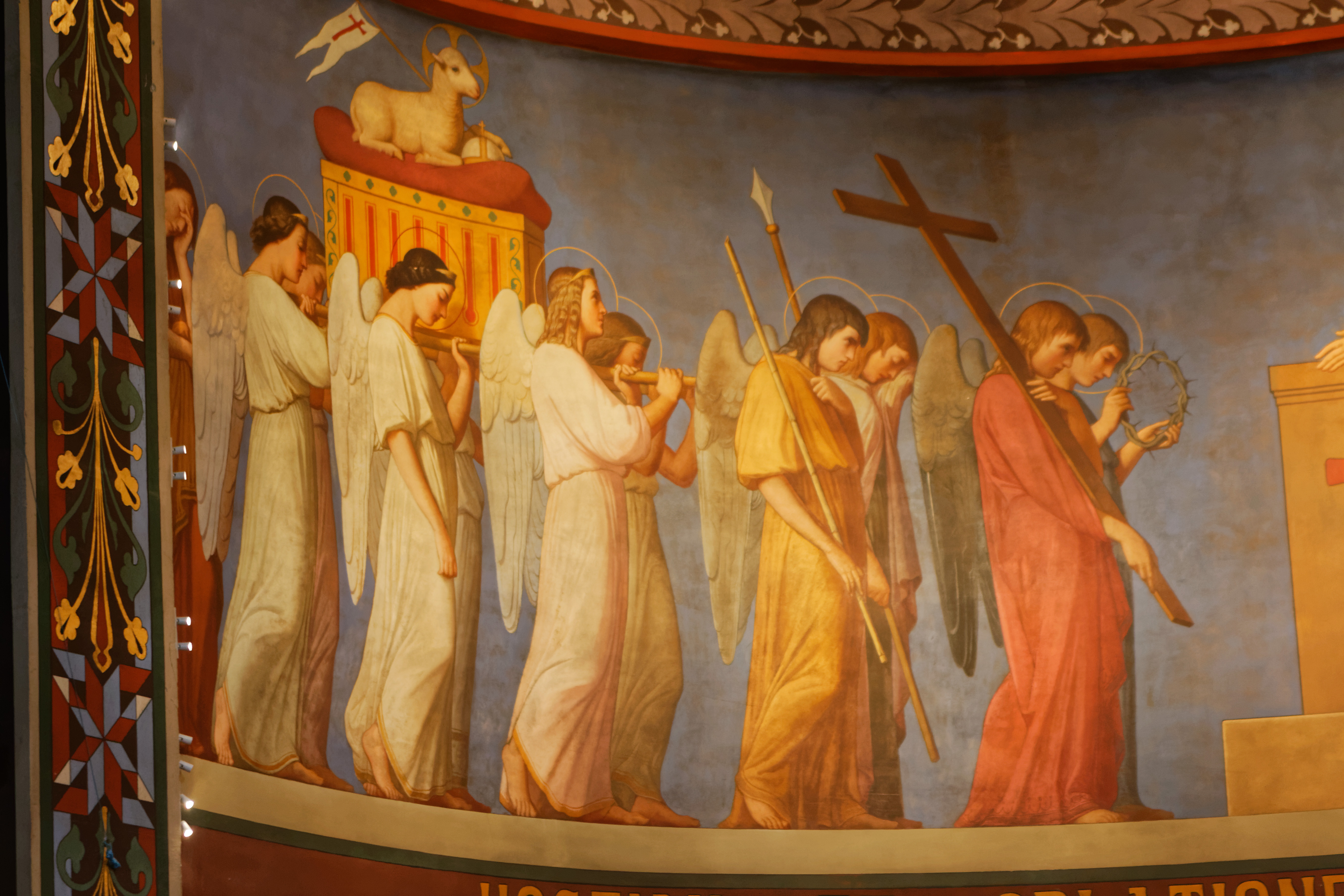
À gauche : procession coté évangiles
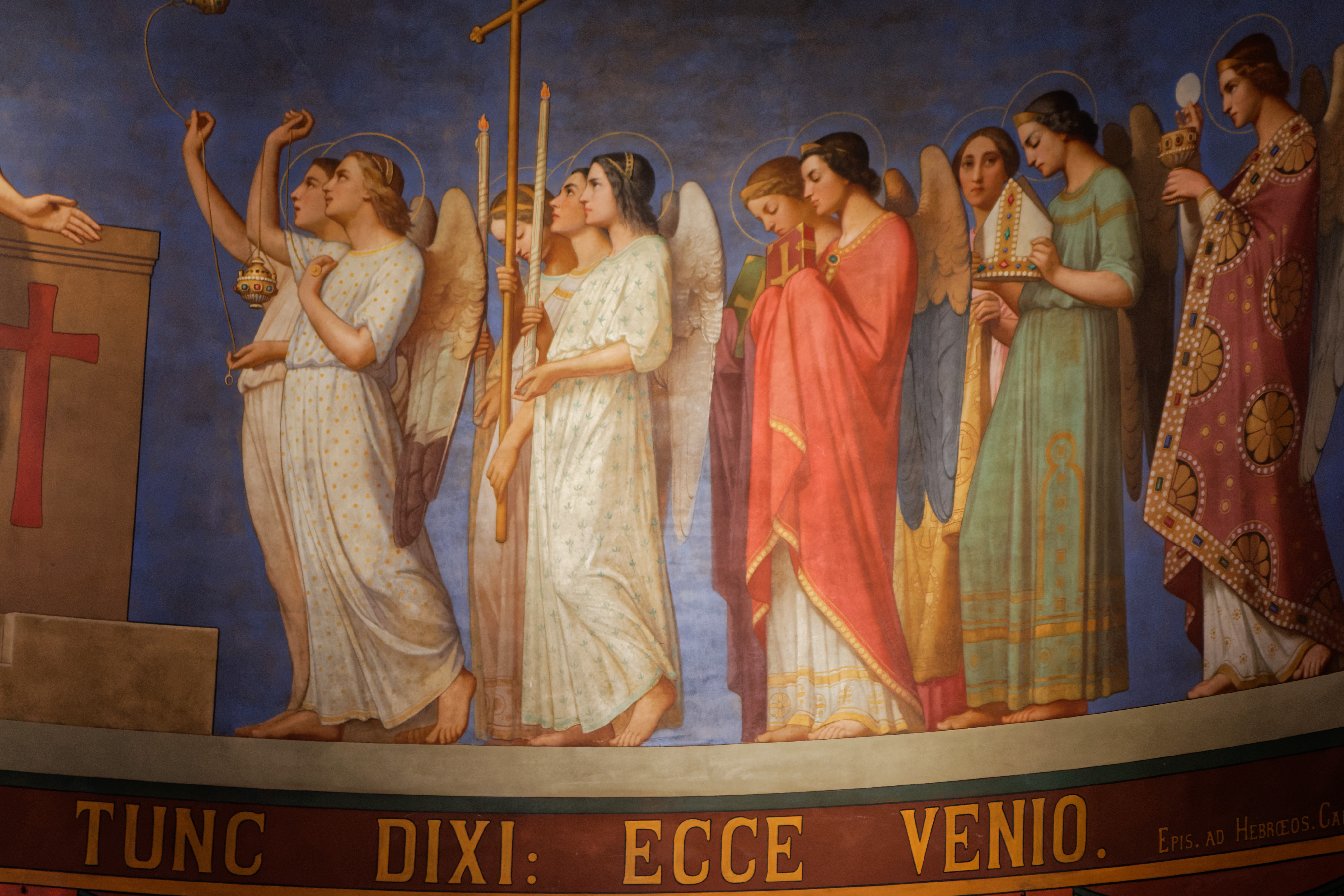
À droite : procession coté épîtres

##### Peintures de la voûte de l'abside -Couronnement de la Vierge
Après les pluies les coupoles de l'abside, fissurées, laissent passer des infiltrations qui endommagent les peintures. Un plan de restauration et de sauvegarde est prévu, mais la structure même de l'église est préoccupante.
En 2017, la toiture et les fissures ont été réparées pour effectuer la restauration des peintures du chœur. Les tableaux ont aussi été restaurés.
Couronnement de Marie par Jésus Christ au paradis comme l'indique le fond doré. De part et d'autre deux anges agenouillés et deux anges thuriféraires bénissent la scène. Sur la ceinture de la coupole on peut lire l'inscription en latin (inspiré du Cantique des cantiques) : " Veni de Libano, sponsa mea, Veni de Libano, Veni : Coronaberis " signifiant en français : " Viens du Liban ma fiancée, viens du Liban, tu seras couronnée " .

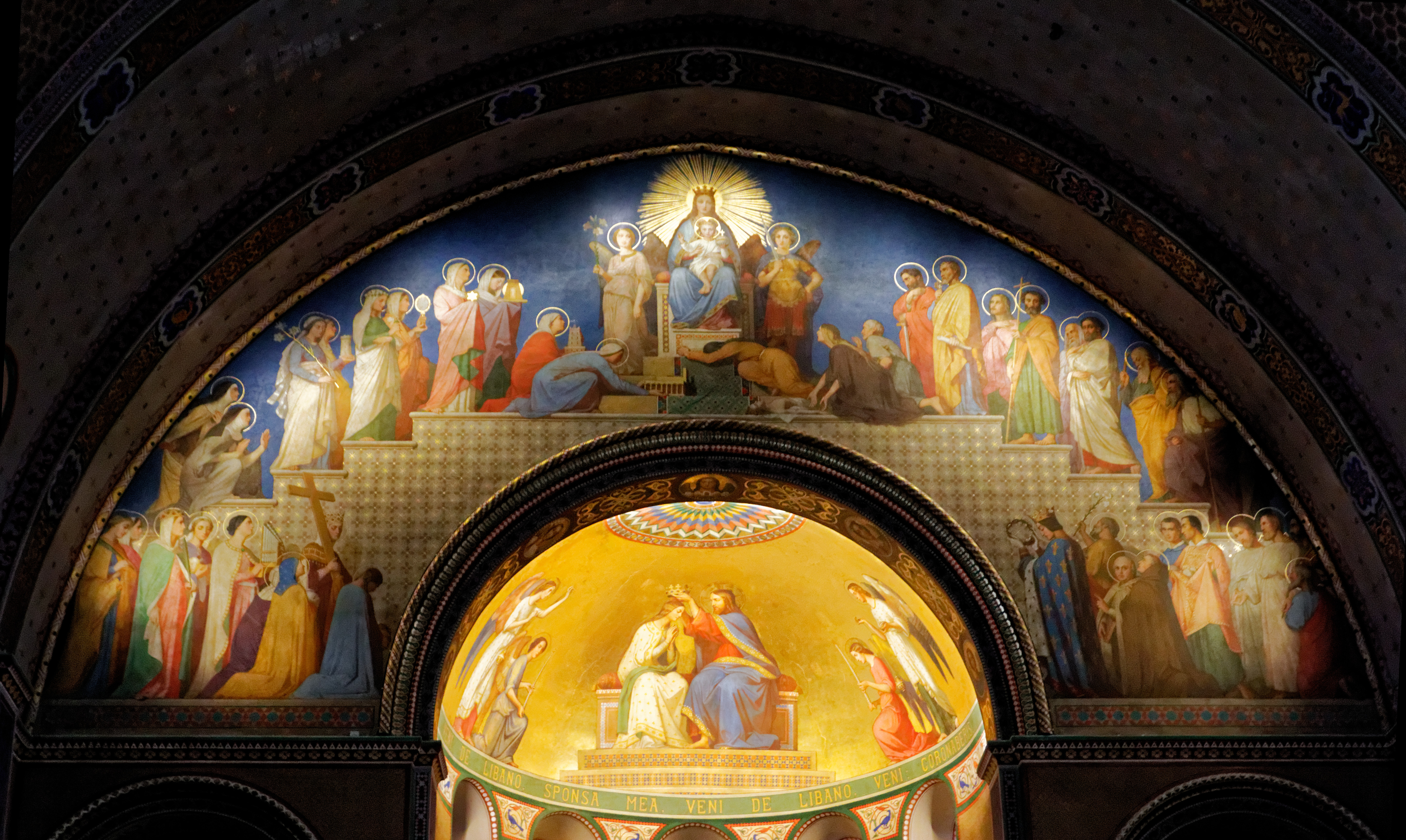
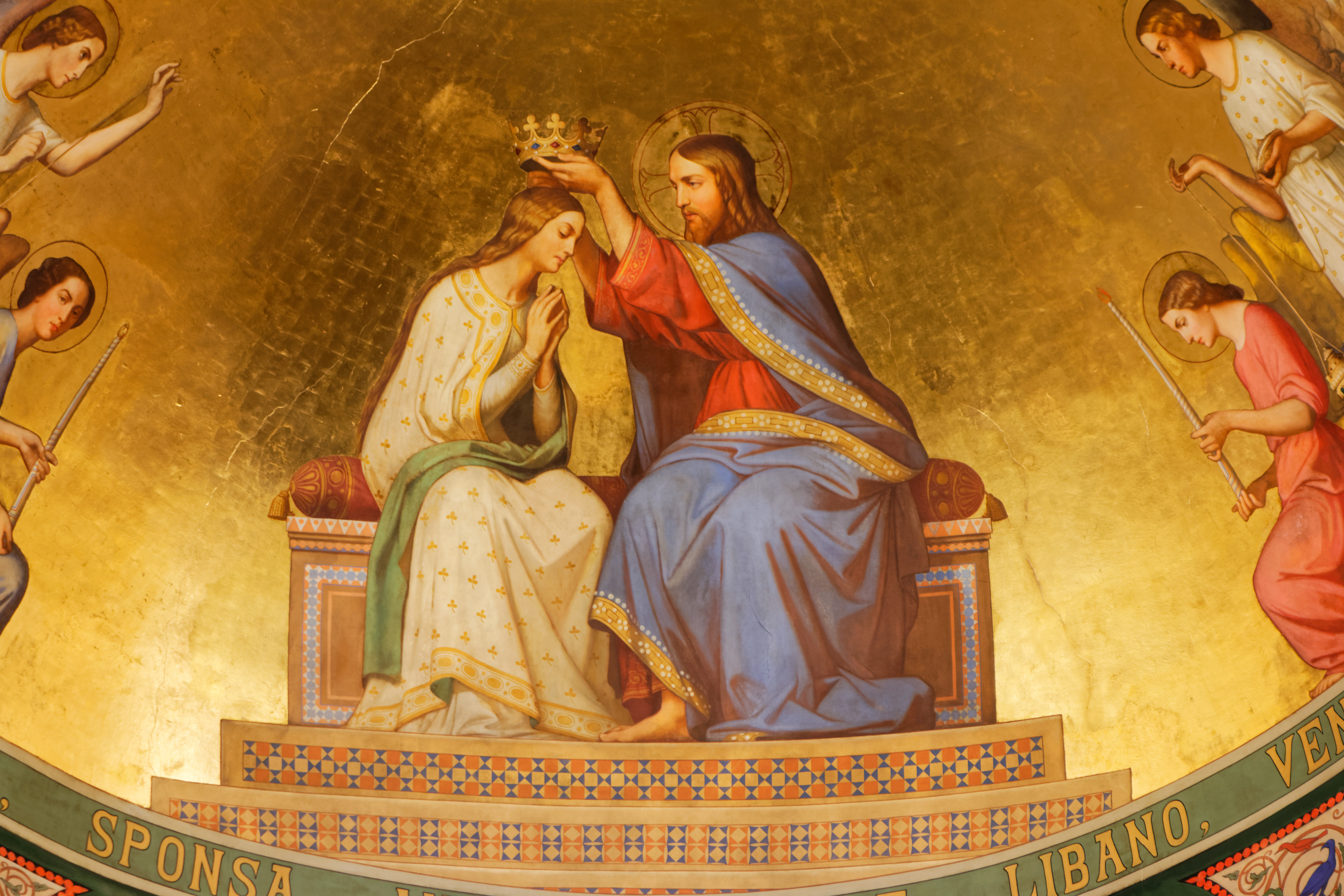
Couronnement de Marie par Jésus-Christ
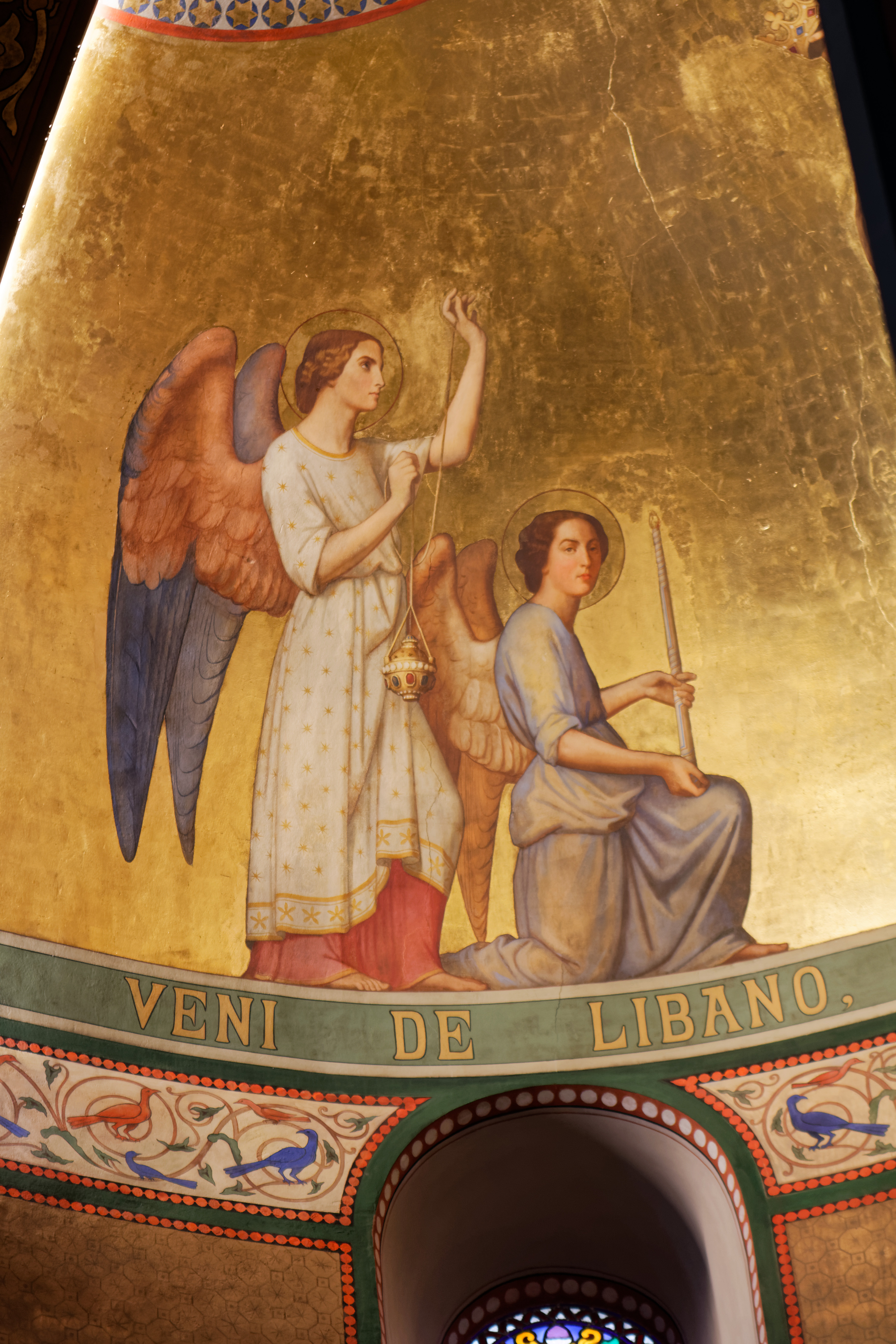
Anges thuriféraires du « Couronnement de Marie », côté Évangiles.
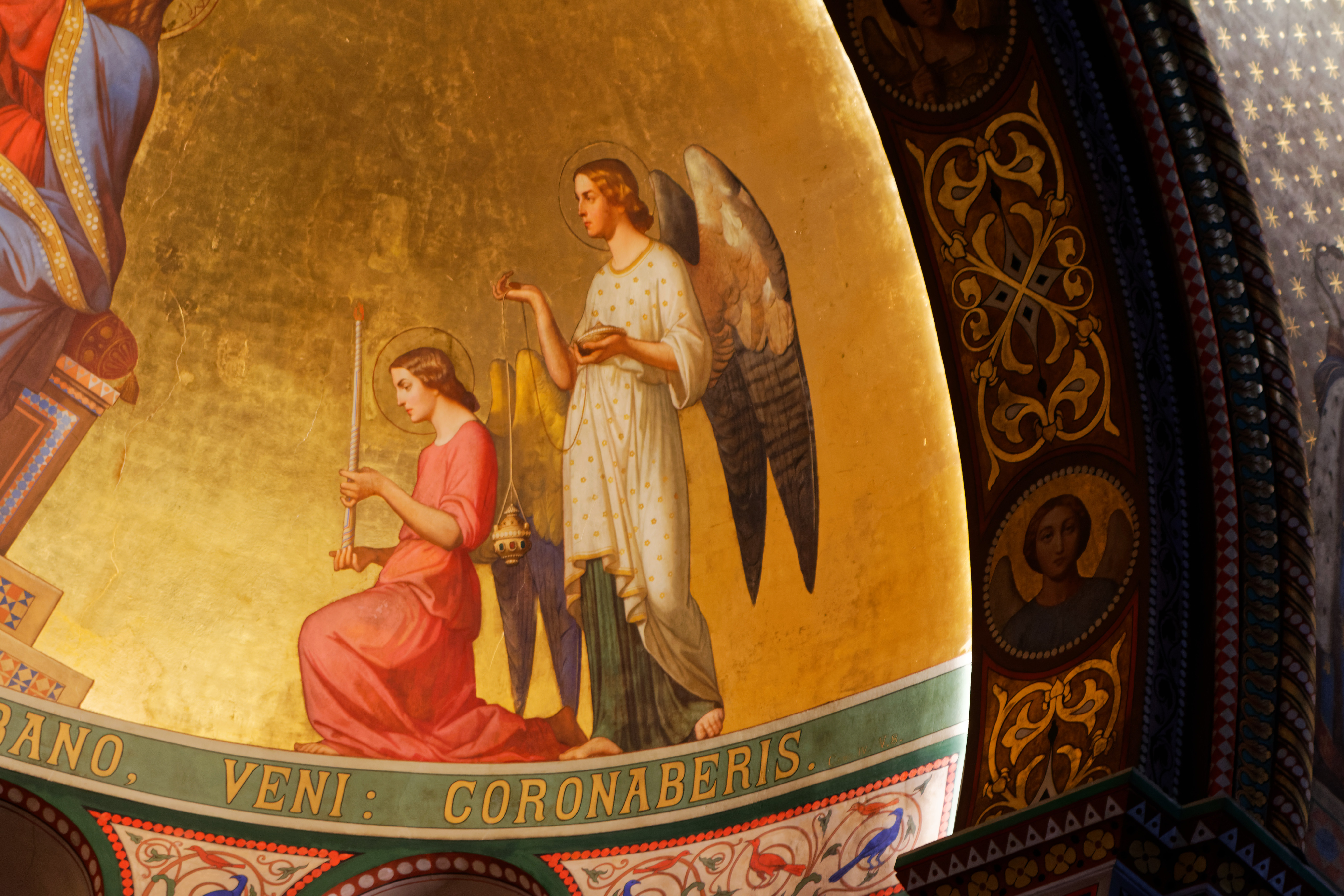
Anges thuriféraires du « Couronnement de Marie », côté épîtres.

#### Mobilier

##### Les tableaux
- Les tableaux de saint Aventin et saint Bertrand furent réalisés par Bertrand Bernard en 1893.
- Le tableau de Jésus et la Samaritaine fut réalisé par Alexandre-François Caminade au XIXe siècle.
- Le tableau de Jésus et le Paralytique fut réalisé par Romain Cazes en 1860.

##### Objets répertoriés selon laBase Palissy
Statues provenant de la chapelle Saint-Étienne de Barcugnas.
Sont inscrits à l'inventaire des monuments historiques :
- Une statue de saint Étienne en bois et peint datant du XVe siècle[14].
- Une statue de saint Étienne en bois et doré datant du XIXe siècle[15].
- Une statue de la Vierge à l'Enfant en bois doré datant du XVIIe siècle[16] ou du XVIIIe siècle[17].

Autres statues
Sont inscrits à l'inventaire des monuments historiques :
- Une statue de saint Blaise datant du XVIIIe siècle[18].

##### Bannières
Sont inscrits à l'inventaire des monuments historiques :
- Les quatre bannières : saint Blaise, Vierge couronnée, Immaculée Conception, et saint Sacrement datant du XIXe siècle[19].

##### Autres objets
Sont classés au titre objet des monuments historiques :
- Un calice datant du XVIIe siècle[20],[21].

Sont inscrits à l'inventaire des monuments historiques :
- Un coffre datant du XVIIe siècle[22].

## Galerie

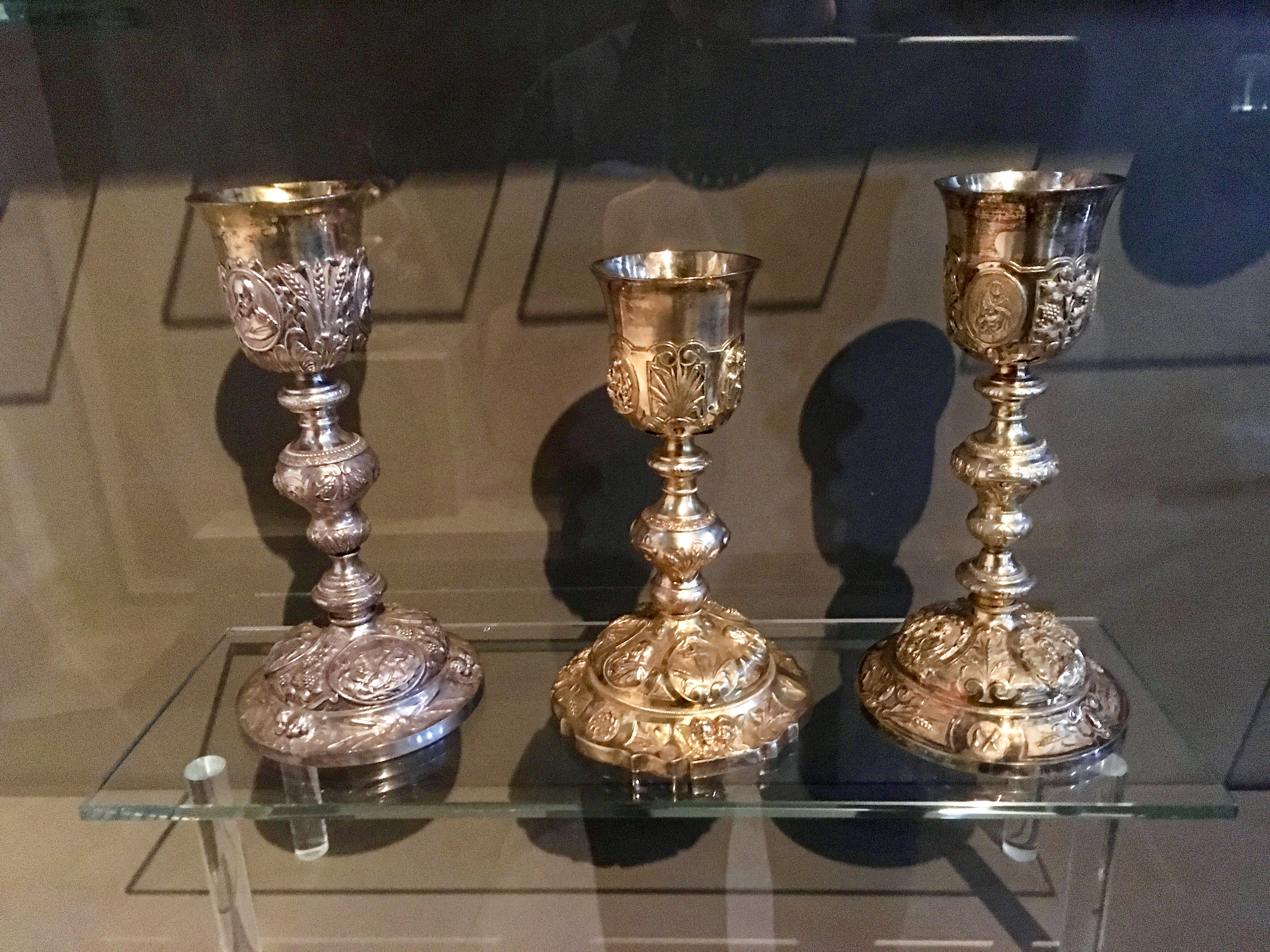
Calice en argent doré aux armes de la ville. (XVIIe siècle)
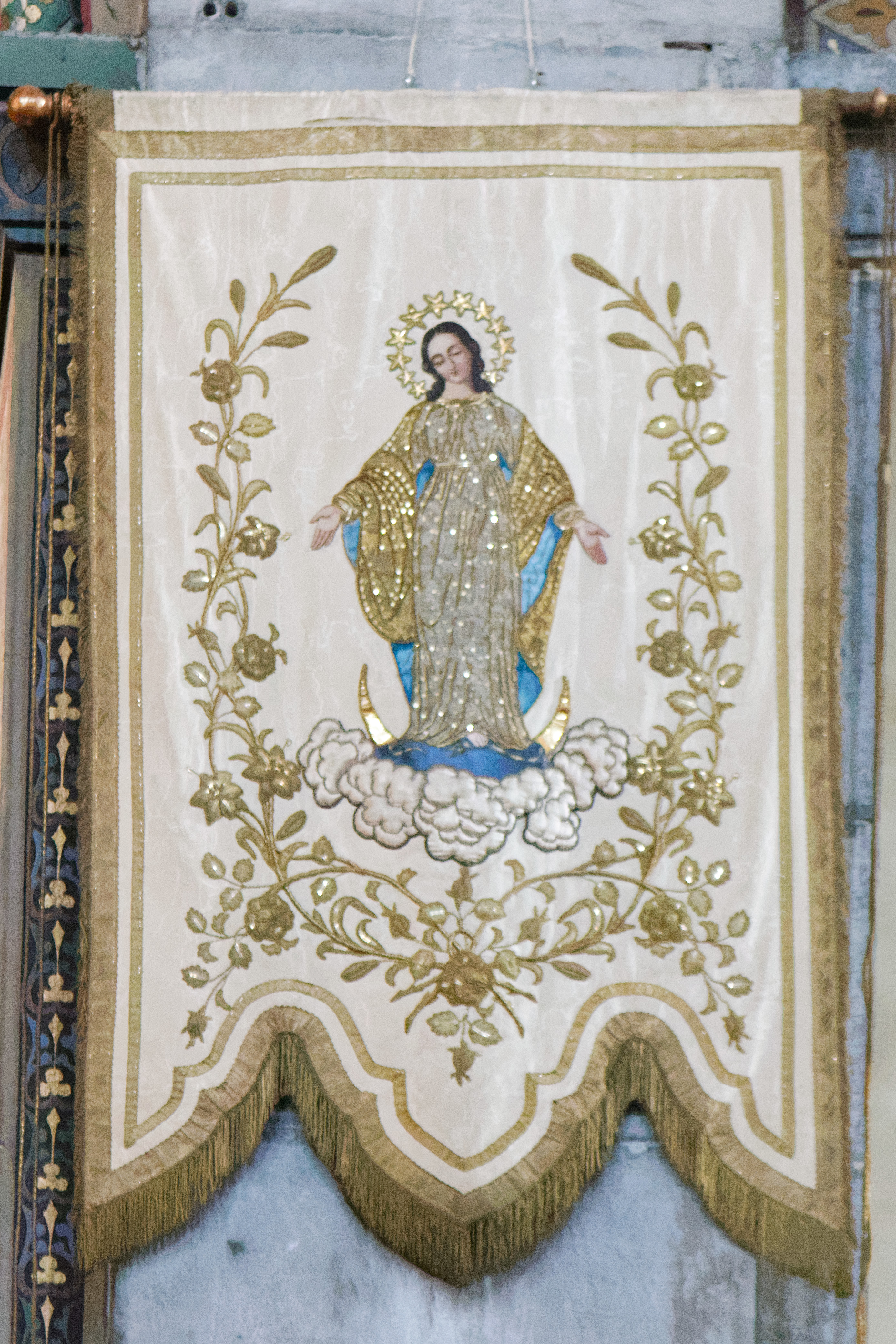
Bannière de procession : « Bannière de l'Immaculée Conception ».
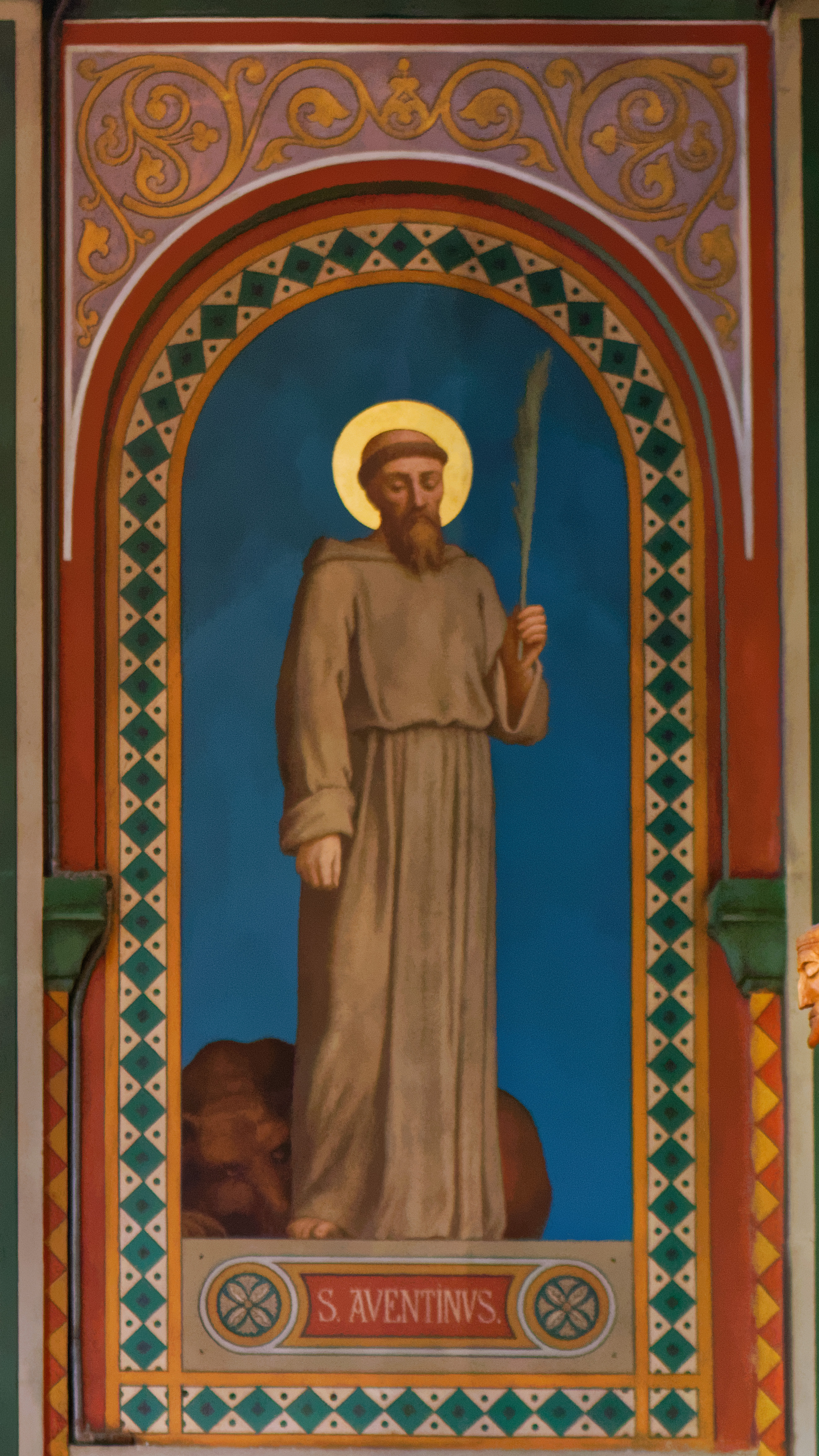
Saint Aventin est représenté tenant une palme en signe de sainteté, avec à ses pieds l'ours apaisé rendu furieux par une épine plantée dans sa pate.
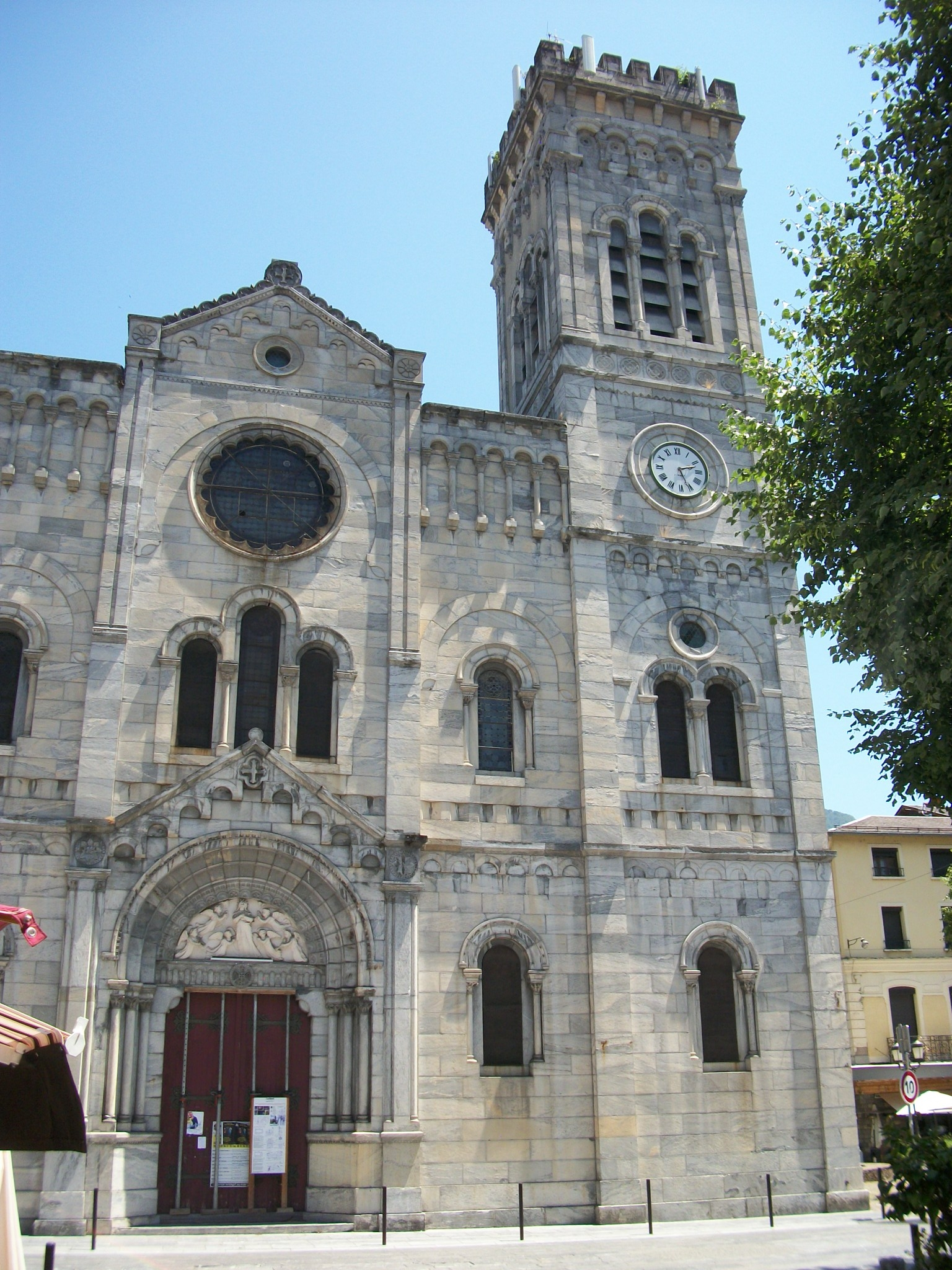
Façade ouest